# 길버트 셸던
길버트 셸던(Gilbert Sheldon, 1598년-1677년)은 캔터베리 대주교이다.
스태퍼드셔 출신으로 1660년 런던 주교가 되었고, 1663년 캔터베리 대주교가 되었다.